# Karen Carney
Karen Julia Carney, MBE (* 1. August 1987 in Solihull) ist eine ehemalige englische Fußballspielerin. Die Stürmerin stand zuletzt bei den Chelsea Ladies unter Vertrag und spielte von 2005 bis 2019 für die englische Nationalmannschaft. Sie stand im Kader der englischen Nationalmannschaft für die WM 2007, 2011, 2015 und 2019 sowie im Kader des Team GB für die Olympischen Spiele 2012 in ihrer Heimat. Seit ihrem Karriereende ist sie als Sportjournalistin und -kommentatorin tätig, u. a. bei den TV-Sendern ITV und Sky Sports.

## Karriere

### Verein
Im Alter von elf Jahren schloss sich Carney dem Verein Birmingham City LFC an und debütierte drei Jahre später in der ersten Mannschaft. 2002 schaffte Carney mit Birmingham den Aufstieg in die FA Women’s Premier League National Division. Zur Saison 2006/07 wechselte Carney zum Arsenal LFC. Mit Arsenal gewann sie 2007 das Quadruple aus Meisterschaft, Pokalsieg, Ligapokalsieg, und den Europapokalsieg. Ein Jahr später gewann Carney erneut die Meisterschaft und den Pokal.
2009 wechselte sie zu den Chicago Red Stars und belegte mit dem Verein in der WPS 2009 und 2010 den sechsten Platz. Nachdem für die WPS 2011 kein Investor gefunden werden konnte und die Red Stars daher nicht an der neuen Saison teilnahmen, kehrte sie nach England zurück.
Von 2011 bis 2015 spielte sie dann wieder für Birmingham City LFC in der Women’s Super League. Mit Birmingham gewann sie den FA Women’s Cup 2012, wobei sie im Finale gegen die Chelsea Ladies in der 112. Minute das Tor zum 2:2-Endstand erzielen und im Elfmeterschießen zum 3:2-Sieg beitragen konnte. Zudem wurde sie mit Birmingham 2011 und 2012 Vizemeister und nahm an der UEFA Women’s Champions League 2012/13 und 2013/14 teil. Bei der ersten Teilnahme gewannen sie zwar im Sechzehntelfinale ihr Heimspiel gegen den italienischen Vizemeister ASD CF Bardolino mit 2:0, verloren dann aber das Rückspiel mit 0:3 nach Verlängerung. Besser lief es dann ein Jahr später, als erst im Halbfinale gegen den schwedischen Meister Tyresö FF nach einem torlosen Heimspiel durch eine 0:3-Auswärtsniederlage das Aus kam.
Zur Saison 2016 wechselte sie zu den Chelsea Ladies, die im Vorjahr die Meisterschaft gewonnen hatten, sie aber nicht verteidigen konnten – die Saison endete mit der Vizemeisterschaft. Auch in der UEFA Women’s Champions League 2016/17 scheiterten sie früh: wie im Vorjahr kam das Aus gegen Vorjahresfinalist VfL Wolfsburg – diesmal aber bereits im Sechzehntelfinale, wobei Carney in beiden Spielen zum Einsatz kam.
2017 wurde die FA WSL von einer Sommer-Saison auf den Rhythmus der meisten anderen europäischen Ligen umgestellt und die 2017er-Saison als „Spring Series“ von Februar bis Mai mit acht Spielen pro Mannschaft durchgeführt. Die Chelsea Ladies belegten nach diesen acht Spielen dank der besseren Tordifferenz vor Manchester City den ersten Platz. Carney war mit mehreren anderen Spielerinnen mit je vier Toren, die sie in sieben Spielen erzielte, eine der drittbesten Torschützinnen, wobei die Hälfte der besten zehn Torschützinnen aus ihrer Mannschaft kam.
Die neue Saison startete dann im September 2017 und endete mit der Meisterschaft für Chelsea im Mai 2018. Carney kam aber nur in acht von 18 Spielen zum Einsatz, in denen sie drei Tore erzielte. Auch zum Pokalsieg, durch den Chelsea erstmals das Double erreichte, konnte sie nichts beitragen. Parallel dazu nahmen die Ladies an der UEFA Women’s Champions League 2017/18 teil. Dabei schalteten sie im Sechzehntelfinale den deutschen Vizemeister FC Bayern München durch ein 1:0 im Heimspiel und eine 1:2-Auswärtsniederlage aufgrund der Auswärtstorregel aus. Es folgten zwei Siege im Achtelfinale gegen den schwedischen Vizemeister FC Rosengård und zwei Siege im Viertelfinale gegen den französischen Vizemeister HSC Montpellier. Im Halbfinale war dann wieder mit zwei Niederlagen gegen die Wolfsburgerinnen Endstation. Carney kam aber nur in drei Spielen zu insgesamt 41 Einsatz-Minuten.
Besser lief dann für sie die Saison 2018/19. In der Liga wurde sie in 70 % der Spiele eingesetzt, in der UEFA Women’s Champions League 2018/19 brachte sie es auf acht Einsätze und erreichte dort das Halbfinale, wo sie nur ein Tor zu wenig gegen Titelverteidiger Olympique Lyon schossen. Allerdings wurde in der Liga nur der dritte Platz belegt und damit die Qualifikation für die UEFA Women’s Champions League 2019/20 verpasst.

### Nationalmannschaft
Am 17. Februar 2005 debütierte Carney in einem Spiel gegen Italien in der englischen Nationalmannschaft und erzielte auf Anhieb ein Tor. Sie nahm an den Europameisterschaften 2005 und 2009 sowie an der Weltmeisterschaft 2007 teil. In ihren ersten 62 Länderspielen erzielte sie 11 Tore, u. a. im EM-Finale 2009 gegen Deutschland den Anschlusstreffer zum zwischenzeitlichen 1:2. Für die WM 2011 wurde sie ebenfalls nominiert. Im ersten Spiel gab sie die Ecke herein, die zum 1:0 durch Fara Williams führte (Endstand 1:1). Gegen Neuseeland wurde sie erst zur zweiten Halbzeit eingewechselt. In den anderen Spielen stand sie wieder in der Startelf, verlor dann aber im Elfmeterschießen des Viertelfinales gegen Frankreich, wobei sie den zweiten Elfmeter für England verwandeln konnte.
2012 stand sie im Team GB, das an den Olympischen Spielen in London teilnahm. Sie kam in allen vier Spielen zum Einsatz, schied aber im Viertelfinale gegen Kanada aus.
Carney stand im englischen Kader für die EM 2013 in Schweden und kam in den drei Spielen zum Einsatz.
Am 14. Juni 2014 machte sie beim 3:0-Sieg im WM-Qualifikationsspiel gegen Weißrussland ihr insgesamt 100. Länderspiel, dem am 23. November 2014 im Freundschaftsspiel gegen Deutschland ihr 100. Einsatz für England folgte.
Carney gehörte auch zum englischen Kader für die WM 2015 und wurde in sechs Spielen eingesetzt, wobei sie zwei Tore erzielte. Sie gehörte auch zum Team, das im Spiel um Platz 3 erstmals gegen Deutschland gewann, womit sich England 49 Jahre nach dem Gewinn des Weltmeistertitels durch die Männer 1966 erstmals wieder bei einer WM unter den ersten drei Mannschaften platzieren konnte.
In der anschließenden Qualifikation zur EM 2017 kam sie in sechs Spielen zum Einsatz und erzielte dabei sechs Tore. Sie war damit zusammen mit Danielle Carter beste englische Torschützin. Da die Engländerinnen nur beim 1:1 gegen Belgien einen Punkt abgaben, qualifizierten sie sich souverän als Gruppensieger für die EM.
Dort wurde sie in drei Spielen eingesetzt, nur im dritten Gruppenspiel, als einige Stammspielerinnen geschont wurden, kam sie nicht zum Einsatz. Durch die 0:3-Halbfinalniederlage gegen die Gastgeberinnen wurde dann das Finale verpasst.
In der Qualifikation zur WM 2019 hatte sie nur im ersten Spiel am 19. September 2017 beim 6:0 gegen Russland einen 29-minütigen Einsatz. Die Engländerinnen gaben nur beim torlosen Remis im Heimspiel gegen Wales einen Punkt ab und qualifizierten sich vorzeitig für die WM.
Sie kam dann erst wieder am 8. November 2018 beim 3:0 gegen Österreich zum Einsatz, spielte da aber 90 Minuten.
Im März 2019 gewann sie dann erstmals den SheBelieves Cup und wurde dabei in zwei Spielen eingesetzt. Es folgte noch ein Einsatz bei der 0:1-Heimniederlage gegen Kanada und am 8. Mai wurde sie als Spielerin mit den meisten Länderspielen und -toren im Kader für die WM nominiert, womit sie zum vierten Mal an einer WM teilnahm. Bei der WM hatte sie drei Kurzeinsätze in den drei Gruppenspielen. Einen Tag vor dem Spiel um Platz 3 gab sie ihren Rücktritt aus der Nationalmannschaft bekannt. Im Spiel um Platz 3, das mit 1:2 gegen Schweden verloren wurde, kam sie dann noch zu einem weiteren Einsatz in der Schlussviertelstunde.
Mit 144 Spielen hatte sie bei ihrem Rücktritt die zweitmeisten Länderspiele für England bestritten und lag mit 32 Toren auf dem achten Platz der Torschützinnenliste.

## Erfolge
- EM-Zweite 2009
- Zypern-Cup Siegerin 2013 und 2015
- WM-Dritte 2015
- Englische Meisterin 2006/07 und 2007/08 (mit Arsenal), 2017 und 2017/18 (mit Chelsea)
- Englische Pokalsiegerin 2007[8], 2008[9] (mit Arsenal), 2011/12 (mit Birmingham), 2017/18 (ohne Einsatz mit Chelsea)
- SheBelieves-Cup-Siegerin 2019